# Gomphinae
Gomphinae – podrodzina ważek z rodziny gadziogłówkowatych.
Należą tutaj następujące rodzaje:
- Agriogomphus
- Anisogomphus
- Anormogomphus
- Archaeogomphus
- Arigomphus
- Asiagomphus
- Austroepigomphus
- Austrogomphus
- Burmagomphus
- Ceratogomphus
- Cornigomphus
- Crenigomphus
- Cyanogomphus
- Dromogomphus
- Ebegomphus
- Epigomphus
- Erpetogomphus
- Fukienogomphus
- Gomphus
- Heliogomphus
- Hemigomphus
- Labrogomphus
- Lamelligomphus
- Lanthus
- Leptogomphus
- Lestinogomphus
- Macrogomphus
- Merogomphus
- Microgomphus
- Nepogomphoides
- Neurogomphus
- Notogomphus
- Octogomphus
- Peruviogomphus
- Phaenandrogomphus
- Shaogomphus
- Stylogomphus
- Stylurus
- Tragogomphus
- Trigomphus